# تجفيف سريع

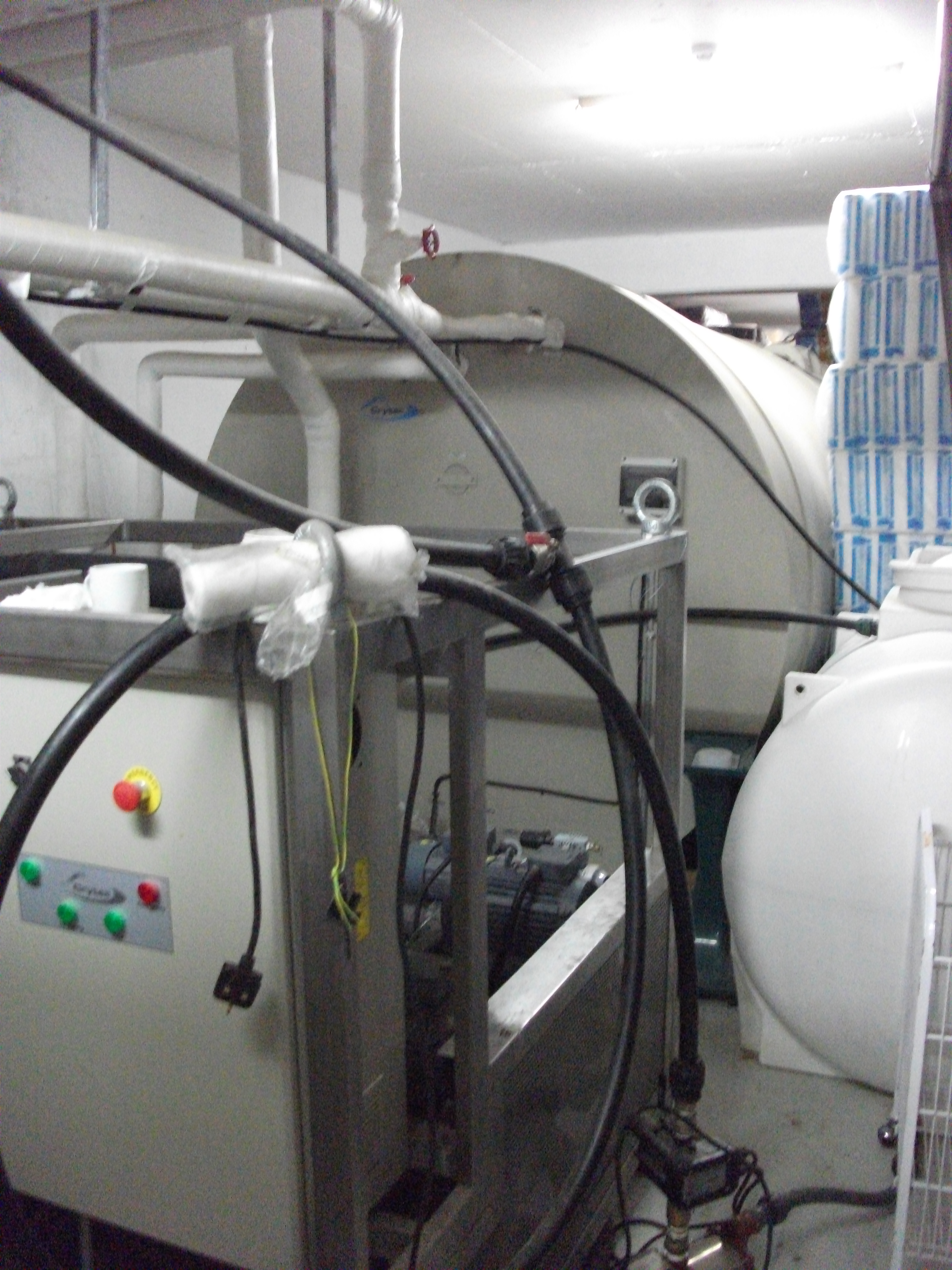

التجفيف أو التبريد السريع هي طريقة لتبريد الطعام بشكل سريع لدرجة حرارة منخفضة والتي تعد آمنة نسبياً من نمو البكتيريا. تنقسم وتتكاثر البكتيريا أسرع في درجة حرارة أعلي من 8 سيليزيوس ( 46 فهرنهايت) الي 68 سيليزيوس(154 فهرنهايت). ويتم خفض درجة حرارة الطعام من درجة أعلي من 70 سيليزيوس(158 فهرنهايت) الي 3 سيليزيوس(37 فهرنهايت) أو أقل في غضون 90 دقيقة حيث يصبح الطعام آمناً للتخزين ويمكن استهلاكه لاحقاً. وتستخدم هذه الطريقة في خدمات المطاعم بشكل عام لحفظ الأغذية، كما أنها أُستخدمت مؤخراً في أعداد الأطعمة السريعة حيث أنها تضمن سلامة وجودة المنتج الغذائي.
ويعد المبرد السريع والثلاجة من نفس العائلة، حيث أن الثلاجة هي جهاز مصمم لحفظ وتخزين الأطعمة بين درجة حرارة أعلي من 3 سيليزيوس و 5 سيليزيوس، ويعد المبرد السريع هو الأعلي درجة والأكثر تكلفة وعادة ما يتواجد فقط في المطابخ التجارية. واعتباراً من 2013 يتم بيع المبردات السريعة في المملكة المتحدة بدءاً من سعر 2000 جنيه استرليني إلى 8000 جنيه استرليني باستثناء ضريبة القيمة المضافة. ويعد استخدام أجهزة التبريد السريع مخصصة لمطاعم الاتحاد الأوروبي، مثال على ذلك ما يوجد في اللوائح 2004\ 852 أو 2004\ 853.